# 一星邦彦
一星 邦彦（いちぼし くにひこ、1946年 - ）は、日本の実業家、福乃友酒造株式会社工場長、杜氏、元代表取締役社長。

## 人物
1946年、秋田県生まれ。1969年、立教大学法学部を卒業。大学在学中は広告研究会に所属。
福乃友酒造の創業は、1913年（大正13年）で、蔵は秋田県南部の仙北平野と呼ばれる稲作のたいへん盛んな地域である大仙市にあり、近くを流れる秋田最大の河川である雄物川水系の伏流水を仕込み水とした、良質な酒造りを創業より変わらず造り続けている。日本酒生産量は2018年時点で300石（一升瓶で約3万本）と少量生産を行う蔵である。
一星は、長らく社長として酒造会社の経営にあたってきたが、杜氏が高齢となり引退する頃となり、2006年、60歳の時に社長を息子・一星雅彦に譲り、経営者から日本酒の製造責任者である杜氏となる経歴を持つ。工場長・杜氏として、代表銘柄である「冬樹」や「蔵内原酒」などを醸すが、冬樹は、酒造好適米を使わず食用米で造った無濾過純米吟醸原酒で、蔵内原酒も同じく搾った後に手を加えない原酒として仕上げている。
コロナ禍にあって、手に取ってくれた人に温かい気持ちになってもらおうと直筆の手紙でラッピングした純米酒なども生産している。これは手紙を酒のつまみに家飲みを楽しんでほしいとする商品で、商品名である「GG－1」は、「じいちゃん」や「グレート」、「ゴールド」などの言葉を連想して付けた商品となっており、広告研究会出身として遊び心ある名称としている。